# 尼罗河三角洲

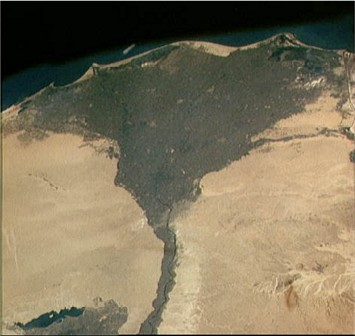
尼罗河三角洲的卫星照片，来自NASA

尼罗河干流进入埃及北部后在开罗附近散开汇入地中海，形成了尼罗河三角洲。它以开罗为顶点，西至亞歷山卓，东到塞德港，海岸线绵延230公里，南北長約160公里，東西寬250公里，面积约2.4万平方千米，尼罗河三角洲土地肥沃，人口密集，是古埃及文明的发源地。
在法老时代，这一地区被称作“下埃及”（“上埃及”是尼罗河谷地）。根据老普林尼的记载，当时尼罗河在进入三角洲以后分成了7条分流，由东向西依次是Pelusiac, Tanitic, Mendesian, Phatnitic, Sebennytic, Bolbitine和Canopic。而现在，由于河道的淤积和变动，三角洲上的主要分流只剩下两条：西边的罗塞塔河（Rosetta）和东边的达米耶塔河（Damietta）。
尼罗河三角洲看上去就像一枝莲花——“尼罗河之花”，从尼罗河谷地伸展出来。莲花是下埃及的象征，每到秋季，河面都会被莲花映红；纸莎草则是上埃及的象征，它是古埃及人制作莎草纸的原料。古埃及人想象中的两位河神，下埃及的Hap-Reset和上埃及的Hap-Meht就是分别戴着莲花和纸莎草。而Hapi，上下埃及的尼罗河神，则是同时手持莲花和纸莎草了。

## 气候

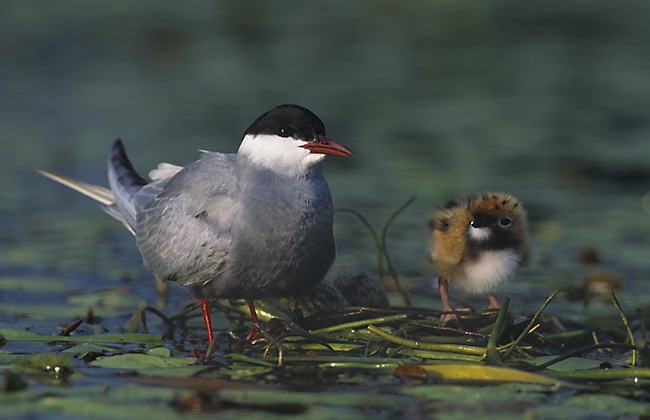
尼羅河三角洲棲息的鳥類

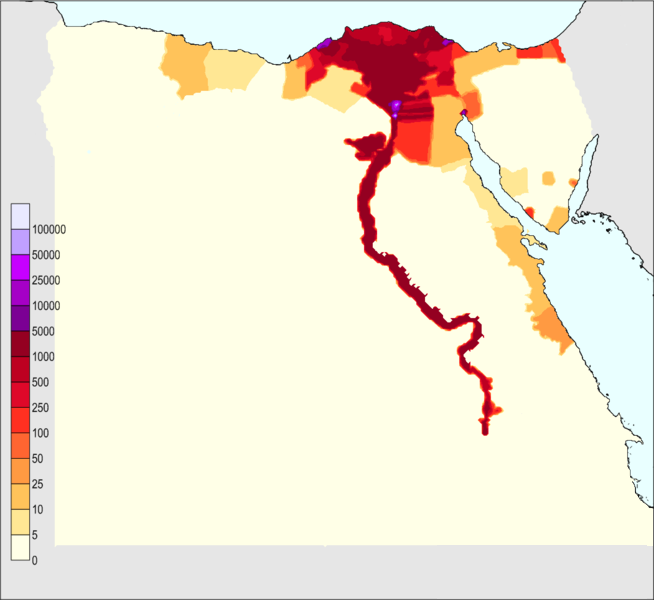
尼羅河三角洲的地圖及人口密度

尼罗河三角洲属于典型的地中海气候，干燥少雨。通常年降水只有100至200毫米，而且主要集中在冬季。夏季七八月间平均气温约为30摄氏度，最高可达48摄氏度左右；冬季气温通常在5摄氏度至10摄氏度之间。

## 相关链接
- 尼罗河
- 埃及
- 古埃及